# 1846 az irodalomban
Az 1846. év az irodalomban.

## Megjelent új művek
- Honoré de Balzac regényei:
  - Ingyen komédia (Les Comédiens sans le savoir)
  - Kurtizánok tündöklése és nyomorúsága (Splendeurs et misères des courtisanes); harmadik rész: Une instruction criminelle címmel. (Az első két rész 1844-ben, a negyedik 1847-ben jelenik meg).

- Id. Alexandre Dumas regényei:

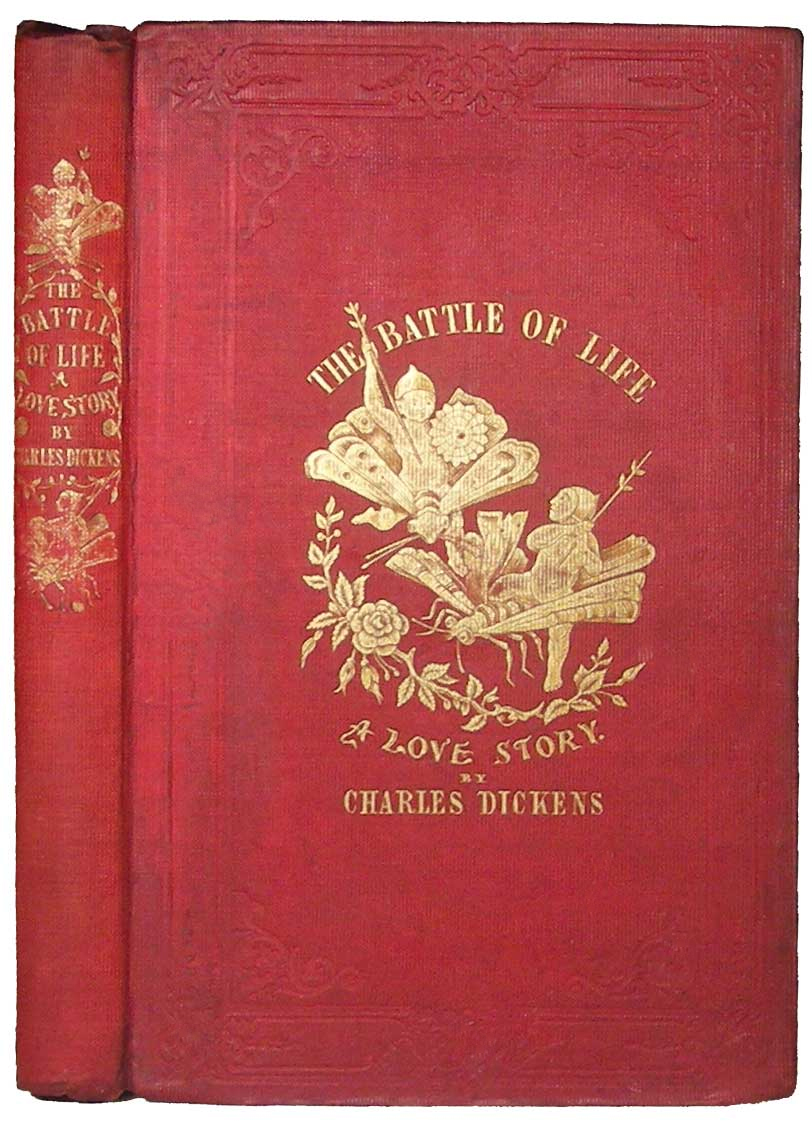
Dickens: Az élet csatája (1846)

  - Monte Cristo grófja (Le Comte de Monte-Cristo); a III. rész befejezése 1846. január közepén jelenik meg (az I-II. rész – 1844-ben)
  - A vörös ház lovagja (Le Chevalier de Maison-Rouge)
- Charles Dickens művei: 
  - Az élet csatája (The Battle of Life), elbeszélés
  - Dombey és fia (Dombey and Son), folytatásokban 1846. október 1. – 1848. április 1. között. Önálló kötetként 1848-ban
- Herman Melville amerikai író első megjelent könyve útirajz: Typee: A Peep at Polynesian Life
- Fjodor Dosztojevszkij első munkája: Szegény emberek (Бедные люди)
- Alekszandr Herzen regénye: Ki a bűnös? (Кто виноват)

### Költészet

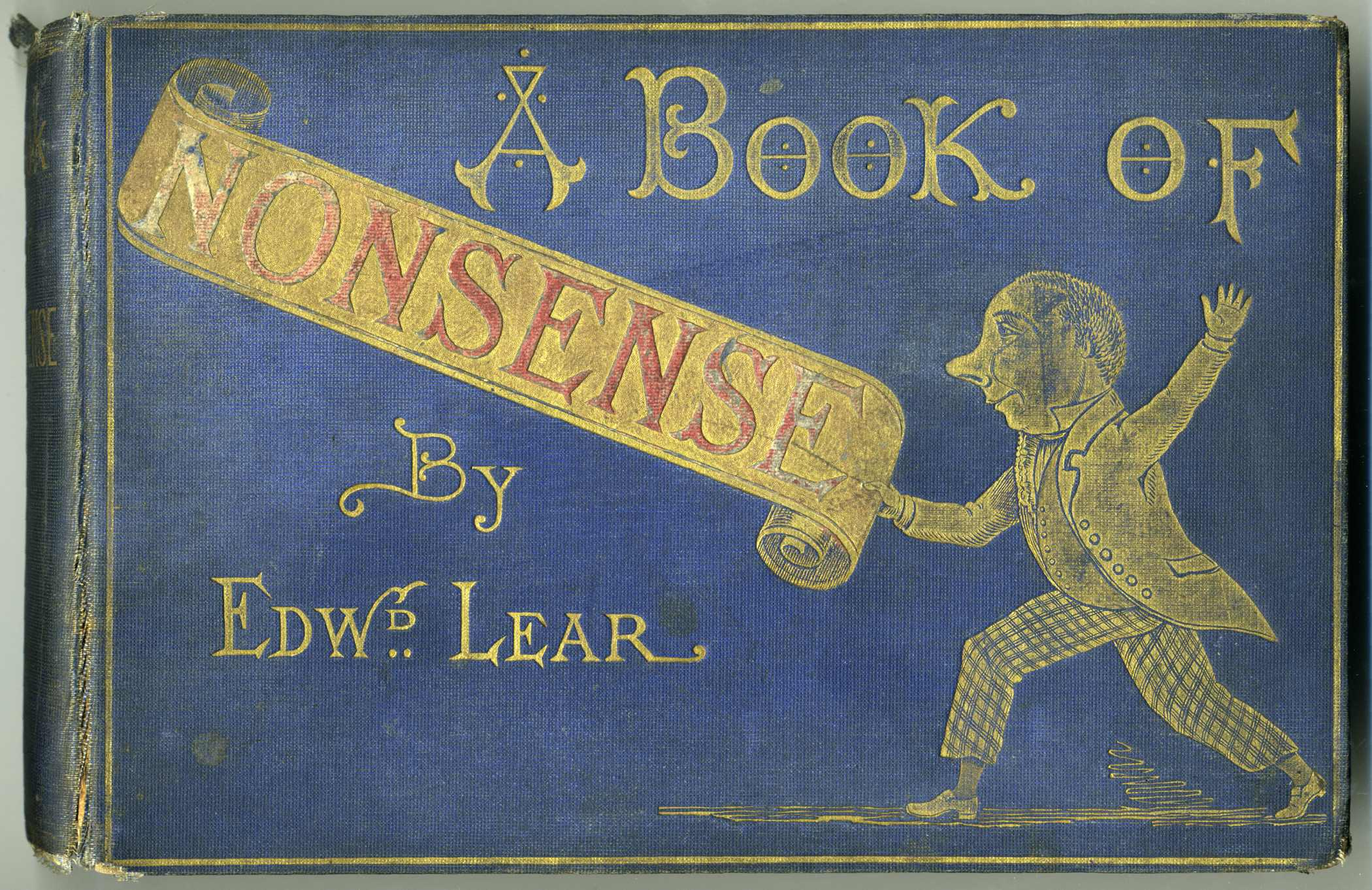
A book of nonsense (kb. 1875-ös kiadás)

- Ramón de Campoamor spanyol szerző verseskötete: Doloras
- Edward Lear angol költő és grafikus gyermekverseinek könyve: A book of nonsense (Bohóságok könyve)
- Gottfried Keller Költeményekkel (Gedichte) jelentkezik az irodalomban

### Magyar nyelven
- Petőfi Sándor
  - Felhők, verseskötet
  - A hóhér kötele, regény

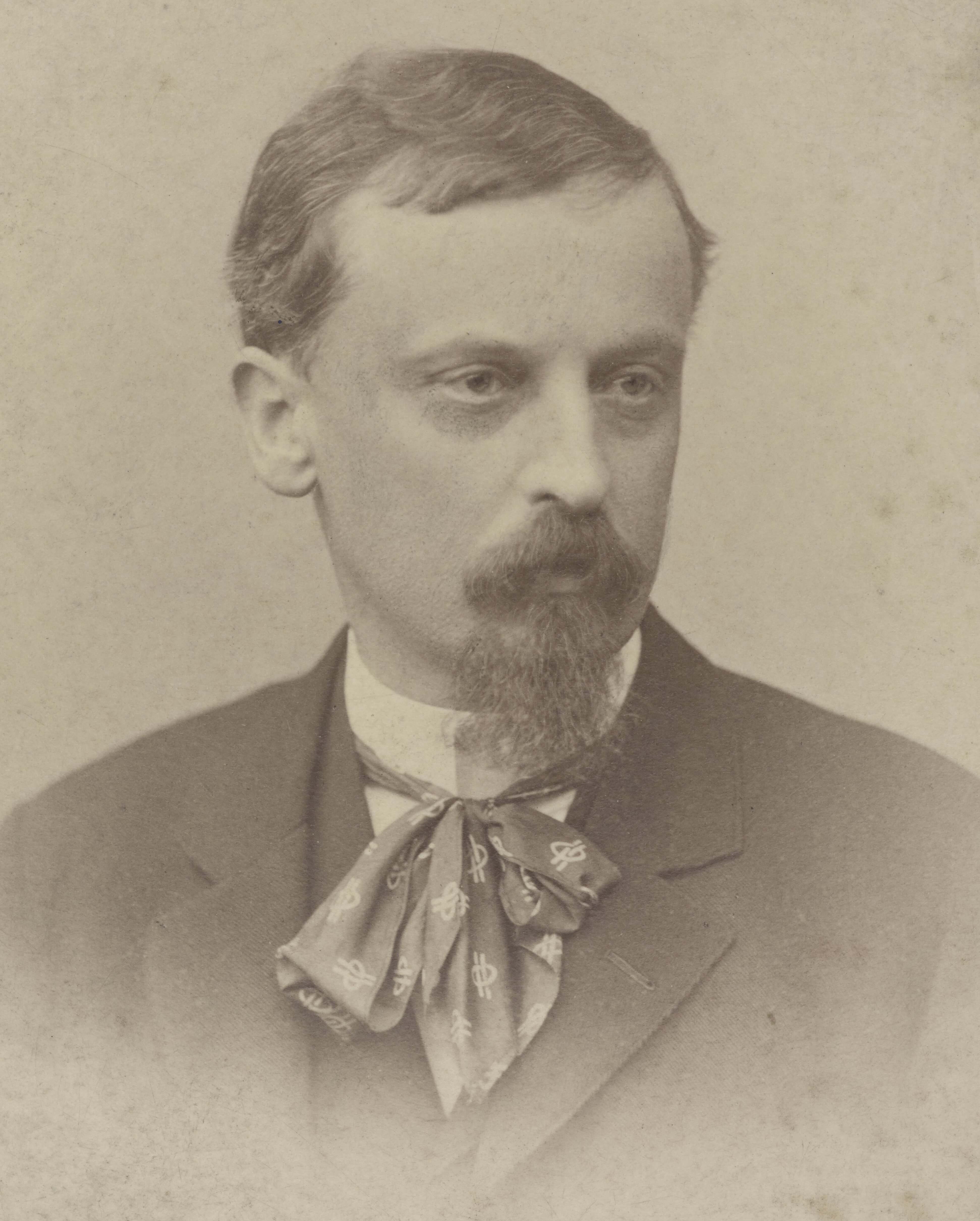
Henryk Sienkiewicz

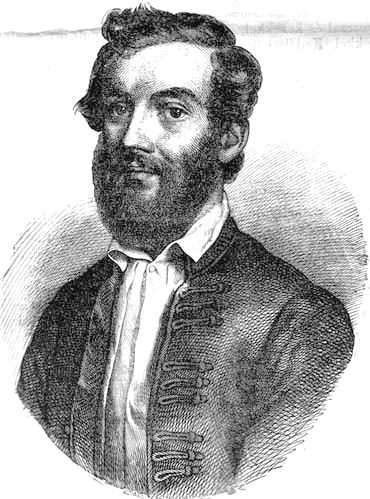
Vajda Péter

- Tompa Mihály első versgyűjteménye: Népregék és mondák
- Jókai Mór első regénye: Hétköznapok
- Kuthy Lajos, a franciás romantika hívének regénye: Hazai rejtelmek; (1846–1847, tizenöt füzet)
- Kelmenfy László regénye: Meghasonlott kedély
- Czakó Zsigmond tragédiája: Leona (bemutató és megjelenés)

## Születések
- május 5. – Henryk Sienkiewicz irodalmi Nobel-díjas lengyel regényíró († 1916)
- május 25. – Naim Frashëri albán romantikus költő († 1900)
- október 9. – Holger Drachmann dán író, költő és festő († 1908)
- október 21. – Edmondo De Amicis olasz költő, író, publicista († 1908)

## Halálozások
- január 10. – Étienne Pivert de Senancour francia író (* 1770)
- február 10. – Vajda Péter költő, drámaíró, műfordító (* 1808)
- február 19. – Kis János magyar költő, műfordító (* 1770)